# Municipio de Franklin (condado de Columbiana)
El municipio de Franklin (en inglés: Franklin Township) es un municipio ubicado en el condado de Columbiana en el estado estadounidense de Ohio. En el año 2010 tenía una población de 835 habitantes y una densidad poblacional de 13,98 personas por km².

## Geografía
El municipio de Franklin se encuentra ubicado en las coordenadas 40°41′2″N 80°52′55″O / 40.68389, -80.88194. Según la Oficina del Censo de los Estados Unidos, el municipio tiene una superficie total de 59.71 km², de la cual 59,55 km² corresponden a tierra firme y (0,26 %) 0,16 km² es agua.

## Demografía
Según el censo de 2010, había 835 personas residiendo en el municipio de Franklin. La densidad de población era de 13,98 hab./km². De los 835 habitantes, el municipio de Franklin estaba compuesto por el 97,25 % blancos, el 0,36 % eran afroamericanos, el 0,48 % eran amerindios, el 0,12 % eran de otras razas y el 1,8 % eran de una mezcla de razas. Del total de la población el 1,2 % eran hispanos o latinos de cualquier raza.